# Falkenberg's Legion
Falkenberg's Legion is een serie verhalen, al dan niet in romanvorm, met de militair John Christian Falkenberg III, dan wel de militaire eenheid die hij leidt, in de hoofdrol. Deze zijn geschreven in de jaren zeventig door Jerry Pournelle, aangevuld met twee romans uit de jaren negentig met co-auteur S.M. Stirling. De serie wordt geklasseerd als militaire sciencefiction.
De publicatiegeschiedenis is vrij gecompliceerd. Veel verhalen zijn eerst gepubliceerd in tijdschriften, daarna uitgegeven als roman, dan wel uitgebreid tot roman, of gebundeld tot roman. Ook zijn er bundelingen van meerdere romans.
Het Legion is losjes geïnspireerd op het Légion étrangère.

## Fictionele wereld
De serie is gesitueerd in de nabije toekomst (circa een eeuw in de toekomst), als de mensheid diverse andere planeten gekoloniseerd heeft, maar de aarde nog steeds dominant aanwezig is. Het merendeel van de mensheid woont nog steeds op aarde, die zwaar overbevolkt is met alle problemen van dien.

### Politiek
De politieke wereld is georganiseerd rond de Verenigde Staten en de Sovjet-Unie. In de VS zorgt de bovenklasse (taxpayers) goed voor zichzelf, terwijl de rest van de bevolking (citizens) niet veel mogelijkheden heeft. De democratische VS en de autocratische Sovjet-Unie hebben samen een "CoDominium" gevormd die over alles buiten de aarde heerst, door middel van een ruimtemarine. In zowel de VS en de Sovjet-Unie zijn sterke nationalistische krachten tegen deze samenwerking in opkomst zodat het lot van het CoDominium voortdurend aan een zijden draadje hangt, en de ruimtemarine (CoDominium Fleet) voortdurend met politiek gemotiveerde bezuinigingen kampt.
De koloniën zijn veelal gesticht door ideële groepen of landen, met elk een homogene bevolking en een redelijk stabiele regeringsvorm. Het CoDominium probeert de problemen van de overbevolkte aarde te verlichten door op grote schaal mensen (vooral diegenen die lastig zijn) te deporteren naar de makkelijker toegankelijke koloniën. Deze koloniën worden zo overspoeld door menigtes, personen die veelal niet beschikken over nuttige vaardigheden of enige werklust. Dit leidt tot voorspelbare gevolgen. Bijkomend probleem is dat het CoDominium militair onderzoek buiten de aarde verbiedt om zo haar machtsmonopolie te handhaven. Omdat elke vorm van onderzoek een militaire toepassing kan krijgen betekent dit dat elke vorm van onderzoek verboden is: veel koloniën zijn voor technologie afhankelijk van import.
Ook is er geen gebrek aan figuren die zichzelf willen verrijken, op allerlei politieke niveaus.

### Technologie
Ruimteschepen spelen een beperkte rol in deze serie; ze dienen vooral als transportmiddel tussen planeten. Ruimteschepen kunnen tussen sterren bewegen via vaste lijnen, met tussen elke twee sterren een uniek, vast ingangs- en vertrekpunt (Alderson points). 
Energiebronnen zijn krachtcentrales op basis van kernfusie, met thorium.
De belangrijkste militaire technologische innovatie in de serie is persoonlijke bescherming met dikke kunststof vesten, die scherfwerend zijn.

## Componenten
In verhaal-chronologische volgorde speelt de serie zich af:
- op aarde: Falkenberg meldt zich als adelborst (midshipman) in de ruimtemarine (CoDominium Space Navy). "Prologue" in de roman The Mercenary (1977).
- op de planeet Arrarat: kapitein Falkenberg (tegen die tijd overgestapt naar de mariniers) arriveert met een ad hoc gevormde eenheid (Provisional 501th Batallion, Line Marines) om orde op zaken te stellen. Aan het eind van het boek wordt hij benoemd tot majoor in een reguliere eenheid (42th Line Regiment). De roman West of Honor (1976, 1978).
- op de planeet Hadley, 2087: nadat zijn regiment (dit 42th) ontbonden is en de kern daarvan (ter grootte van ruwweg een bataljon) besloten heeft door te gaan als huurlingen (later Falkenberg's Mercenary Legion genoemd) onder zijn leiding, arriveert kolonel Falkenberg op planeet Hadley om orde op zaken te stellen. De plot van het verhaal is ontleend aan de klassieke oudheid (ook gebruikt door David Drake). Eerste deel van de roman The Mercenary (1977), eerder als gelijknamig kort verhaal (1972); dit eerste deel omvat ook het korte verhaal "Peace with Honor" (1971)[1].
- op de planeet Thurstone, als achtergrondverhaal ingevoegd in het volgende, een verhaal losjes geïnspireerd op de Spaanse Burgeroorlog. Het Legion komt hier slechts zijdelings in voor. In Prince of Mercenaries (1989), eerder als kort verhaal "His Truth Goes Marching On'"(1975)
- op de planeet Tanith: het Legion is ingehuurd om een opstand neer te slaan, maar vindt tijd om bezoekend prins Lysander van Sparta te laten zien hoe het werkt. Prince of Mercenaries (1989), omvat het kort verhaal, "Silent Leges" (1977); zie ook voorgaande.
- op de planeet New Washington, 2093. Het Legion wordt ingehuurd om een bijna verloren burgeroorlog toch nog te winnen. Aan het eind van het boek vestigt het Legion zich op de planeet, omdat de aarde op het randje van zelfvernietiging staat. Tweede deel van de roman The Mercenary (1977). Eerder als kort verhaal, "Sword and Scepter" (1973).
- op de planeet Sparta: terwijl het Legion naar New Washington gaat heeft het een deel afgesplitst als kader om prins Lysander op Sparta te helpen bij de opbouw van een leger. Dat laatste gaat minder soepel dan gehoopt. De romans Go tell the Spartans (1991) en Prince of Sparta (1993), beide met S.M. Stirling: deze twee romans bevatten meer geavanceerde technologie dan de rest van de serie.

Er zijn ook enige scènes op aarde om de politiek achter de schermen te belichten. 
De romans West of Honor en The Mercenary zijn samen uitgebracht als Falkenberg's Legion (1990); in het VK als Future History (1980). The Prince (2002) is een verzamel-omnibus van alles.

## Algemene karakteristieken
Het overkoepelend thema is om de mensheid te redden van het danmalige politieke systeem, in de eerste plaats door tijd te rekken alvorens de ineenstorting plaatsvindt, en in de tweede plaats door op zoveel mogelijk planeten een werkbaar politiek systeem te bewerkstelligen, zodat ze zichzelf kunnen redden na die ineenstorting.
De serie gaat uit van een West-Europese/Noord-Amerikaanse militaire traditie, in details tot en met doedelzakken. Ook de gebruikte taktieken en strategieën zijn vrij traditioneel. De krijgsmachten bestaan uit mannen (met her en der vrouwen in ondersteunende eenheden). De ruggengraat van een militaire eenheid wordt gevormd door de onderofficieren, die de eenheid kunnen leiden, zolang officieren maar aangeven wat de te bereiken doelen zijn. Een belangrijke gedachte is dat een regering, of een instituut, niet eerbaar kan zijn. Een persoon kan wel eerbaar zijn. Een op lange termijn goed resultaat kan alleen bereikt worden door eerbare personen op sleutelposten te zetten. Militair bezien zijn het de officieren die het verschil maken. Rechten van burgers (inclusief bezit) worden door de officieren streng gerespecteerd (tenminste zolang deze burgers zich buiten de gevechten houden). 
Naar het model van het Frans Vreemdelingenlegioen worden de troepen van Falkenberg's Legion gerekruteerd uit ongedurige types, van avonturiers tot alcoholisten tot veroordeelde misdadigers. Door training en discipline (marine machine) groeien die uit tot effectieve troepen, zo lang er maar ergens een gevecht is (vrede is dodelijk).

## Geschiedenis
Voor deze toekomstige geschiedenis had Pournelle aan Dan Alderson van Caltechs Jet Propulsion Laboratory gevraagd om de theorie achter een ruimtedrive (en een krachtveld) te ontwikkelen (vandaar, de Alderson Drive). De achterliggende fysica wordt vergeleken met een strak gespannen, ietwat elastische folie. Als op het folie objecten gelegd worden, zeg, stenen, veroorzaken die elk een kuiltje. Waar er twee stenen bij elkaar in de buurt liggen worden die kuiltjes verboden door plooien in het folie: de diepste plooi is te vergelijken met de verbindingslijn tussen twee sterren. Als er nog een derde (of vierde, etc.) steen bij wordt gelegd kunnen de vouwen zich iets verplaatsen: de verbindingslijn tussen twee sterren is niet onafhankelijk van andere, nabije sterren. Het totale strategische effect zou wel enigszins te vergelijken zijn met de beginperiode voor stoomschepen (tot de Eerste Wereldoorlog).

## Vervolg
Pournelle's King David's Spaceship (1980), eerder verschenen in drie afleveringen als "A Spaceship for the King" (1971-72) is in dezelfde fictionele wereld gesitueerd, maar dan een aantal eeuwen verder (ondertussen onder een ander politiek systeem). Dat geldt ook voor de twee boeken van Pournelle samen met Larry Niven, The Mote in God's Eye (1974) en The Gripping Hand (1993), dit laatste in het VK verschenen als The Moat around Murcheson's Eye. Ook het nog latere Outies (2010) van Pournelle's dochter.
Het grotere geheel, inclusief vervolgverhalen en de War World-serie, wordt soms ook wel aangeduid als de CoDominium-serie, alhoewel het eigenlijke CoDominium niet voorkomt in de vervolgverhalen.